# Heidgraben (Pinnau, Uetersen)
Der Heidgraben ist ein Wassergraben, im weiteren Verlauf ein Bach, der in Uetersen im  Kreis Pinneberg in Schleswig-Holstein von rechts in die Pinnau mündet. Er ist benannt nach der Gemeinde Heidgraben im selben Kreis.

## Verlauf
Der Heidgraben verläuft an der Grenze zu Heidgraben durch die Heidgrabener Feldmark und dem Waldgebiet von Langes Tannen. Ab der Kreisstraße 11 (Heidgrabener Straße) fließt er teils unterirdisch durch das Stadtgebiet von Uetersen und versorgt das Uetersener Rosarium mit Wasser. Danach ändert sich sein Name zum Mühlbach, der das Rosarium entwässert. Dieser wurde bei der Umgestaltung des Stadtkerns im Jahr 1984 verrohrt und fließt unterirdisch durch das Stadtgebiet in den Stichhafen Uetersen und mündet dort auf Fluss-km 8,8  in die Pinnau.